# Імре Арпад Йосипович
Імр́е Арп́ад Й́осипович (18 червня 1937 р.) — український вчений, доктор фізико-математичних наук, завідувач відділу електронних процесів в Інституті електронної фізики НАНУ (з 1992 р.), старший науковий співробітник, лауреат Державної премії України у галузі науки і техніки.

## Біографічні відомості
Народився Арпад Імре 1 січня 1938 р. у м. Берегово Закарпатської області у сім’ї селян-угорців. Дитинство та шкільні роки провів у рідному місті.
У 1957 р. вступив на фізико-математичний факультет Ужгородського державного університету, який закінчив у 1962 р. Ще в студентські роки зацікавився науково-дослідницькою роботою, особливо після перебування у всесвітньо відомому науковому закладі – Фізико-технічному інституті ім. А.Ф. Йоффе (м. Ленінград), в якому виконував курсову роботу та перебував на переддипломній практиці.
Після закінчення університету був направлений вчителем фізики у с. Заставне Берегівського району. А з травня 1963 р. почав працювати молодшим науковим співробітником на кафедрі оптики Ужгородського державного університету.
У 1964-1967 рр. навчався в аспірантурі під керівництвом професора, завідувача кафедри оптики І.П. Запісочного. Після закінчення аспірантури працював на кафедрі оптики старшим інженером, а потім – старшим науковим співробітником.

## Наукова діяльність
Наукова діяльність А.Й. Імре пов'язана переважно з фізикою електрон-іонних зіткнень та автоіонізаційних явищ. У 1966 р. в лабораторії кафедри оптики при його безпосередній участі була створена мас-спектрометрична установка для дослідження процесів при зіткненнях електронів з іонами газоподібних елементів, яка отримала назву «Карпати».
У 1967 р. установка «Карпати» була введена в дію, а за результатами цих досліджень А.Й. Імре було підготовлено кандидатську дисертацію «Розробка методики та дослідження збудження іонів аргону і криптону при електрон-іонних зіткненнях», захист якої відбувся у 1973 р. на фізичному факультеті Ленінградського державного університету.
А.Й. Імре разом з колегами вдалося вперше у світі дослідити функцію електронного збудження резонансного випромінювання іона гелію на довжині хвилі 30.4 Нм при електрон-іонних, електрон-атомних і іон-атомних зіткненнях. Отримані результати дозволили однозначно стверджувати, що для гелієвої плазми головним джерелом втрат енергії є збудження резонансного випромінювання іона гелію при електрон-іонних зіткненнях.
У 1978 р. А.Й. Імре разом з колегами А.І. Запісочним та І.С. Алексахіним вперше експериментально виявили та дослідили діелектронну рекомбінацію іона калію.
З 1982 до 1992 рр. А.Й. Імре працював на посаді старшого наукового співробітника Ужгородського відділення Інституту ядерних досліджень АН УРСР. Виявлені особливості і закономірності досліджуваних процесів для різних груп іонів були узагальнені Арпадом Йосиповичем у першій докторській дисертації з цього напрямку на тему «Непружні процеси при повільних електрон-іонних зіткненнях», яку він захистив у 1990 р. у Фізико-технічному інституті ім. А.Ф. Йоффе РАН (м. Ленінград).
Визнанням здобутків ужгородських фізиків в галузі атомної та ядерної фізики стало створення у 1992 р. першої академічної установи в Закарпатті — Інституту електронної фізики НАН України. А.Й. Імре працював в Інституті електронної фізики НАН України з 1992 р., спочатку на посаді завідувача відділу електронних процесів, а після виходу на наукову пенсію з березня 2007 р. до червня 2010 р. — на посаді старшого наукового співробітника вказаного відділу.
Завдяки колективним зусиллям відділ досяг неабияких успіхів у виявленні нових фізичних явищ, дослідженні механізмів процесів при зіткненнях електронів зі складними атомами та іонами. Роботи науковців відділу добре відомі широкому науковому загалу, що сприяло тісній співпраці з колегами із відомих наукових центрів Росії, США, Англії, Італії, Угорщини. Під керівництвом А.Й. Імре співробітники відділу неодноразово виконували наукові дослідження за програмами конкурсних грантів Міжнародного наукового фонду Дж. Сороса, Міжнародного фонду європейської співдружності INTAS, Фонду фундаментальних досліджень України, національних наукових грантів та грантів молодих вчених.
У пізніших роботах А.Й. Імре разом з колегами отримано важливі фундаментальні результати з дослідження процесів збудження, іонізації, діелектронної рекомбінації складних багатоелектронних іонів цинку, кадмію, талію та індію, які мають широкий спектр прикладного застосування — в астрофізиці, фізиці плазми, квантовій електроніці тощо.
За видатні заслуги у розвитку української науки А.Й. Імре у складі групи науковців Інституту електронної фізики НАН України та Ужгородського державного університету відзначено високим званням Лауреата Державної премії України в галузі науки i техніки за 1995 рік. Вчений також нагороджений медаллю до 80-річчя Національної академії наук України та Почесною грамотою Закарпатської облдержадміністрації.
Своїм багатим науковим досвідом Арпад Йосипович ділився з колегами та учнями, беручи активну участь у підготовці молодих фахівців, керуючи курсовими і дипломними роботами студентів фізичного факультету Ужгородського національного університету та науковими роботами аспірантів. Він брав участь у підготовці 8 кандидатів наук, був безпосереднім науковим керівником 3 аспірантів, які успішно захистили кандидатські дисертації і плідно працюють на ниві науки в Україні та за кордоном, у тому числі в Угорщині та Німеччині.

## Науковий доробок
А.Й. Імре є автором та співавтором понад 150 наукових праць, у тому числі один патент України на винахід.
До сфери його наукових інтересів входять атомна фізика, атомна спектроскопія, а також фізика електрон-атомних та електрон-іонних зіткнень.
Основні праці
| - Імре, А. Й. Пристрій для отримання пучка позитивних іонів металів з низькою пружністю насичених парів : патент України на винахід № 85999 від 25.03.2009 р. / А. Й. Імре, Г. М. Гомонай, Є. В. Овчаренко, Ю. І. Гутич. - Алексахин, И. С. Обнаружение диэлектронной рекомбинации иона калия / И. С. Алексахин, А. И. Запесочный, А. Й. Имре // Письма в ЖЭТФ. – 1978. – Т. 28. – Вып. 9. – С. 576-579. - Гомонай, А. Н. Обнаружение радиационных переходов между 4d9(2D5/2,3/2)5s2nl и 4d105p(2Po1/2,3/2)nl автоионизационными состояниями атома кадмия при электрон-ионных столкновениях / А. Н. Гомонай, А. И. Имре // Письма в ЖТФ. – 2005. – Т. 31. – Вып. 9. – С. 69-75. - Гомонай, А. Н. Проявление эффекта Костера-Кронига в припороговом электронном возбуждении иона кадмия / А. Н. Гомонай, А. И. Имре, В. С. Вукстич // Оптика и спектроскопия. – 2005. – Т. 99. – № 6. – С. 885-893. - Запесочный, И. П. Неупругие столкновения электронов с ионами благородных газов / И. П. Запесочный, А. Й. Имре, Я. Н. Семенюк // ЖЭТФ. – 1991. – Т. 99. – Вып. 3. – С. 721-734. - Імре, А. Арпад Імре: “Наш інститут гідно представляє школу ужгородських фізиків на світовому рівні” : [інтерв’ю зі старш. наук. співроб. від. електрон. процесів Ужгород. ін-ту електрон. фізики НАНУ / вів О. Мегела] / Ірпад Арпад // Ужгород. – 2008. – 12 січ. – С. 13. - Имре, А. И. Возбуждение резонансных линий иона Zn+ электронным ударом / А. Й. Имре [и др.] // Оптика и спектроскопия. – 2000. – Т. 89. – № 2. – С. 200-206. - Имре, А. Й. Возбуждение резонансных уровней Mg+, Ca+, Sr+ и Ba+ при электронно-ионных столкновениях / А. Й. Имре [и др.] // ЖЭТФ. – 1975. – Т. 69. – № 6. – С. 1948-1955. - Имре, А. Й. Диэлектронная рекомбинация иона гелия / А. Й. Имре [и др.] // Письма в ЖЭТФ. – 1984. – Т. 39. – Вып. 3. – С. 120-121. - Имре, А. Й. Экспериментальное исследование возбуждения ArII и KrII при электрон-ионных столкновениях / А. Й. Имре [и др.] // ЖЭТФ. – 1972. – Т. 63. – Вып. 6 (12). – С. 2000-2008. | - Имре, А. Й. Исследование резонансной структуры сечения возбуждения 3р 2Р-уровня иона магния элекронным ударом / А. Й. Имре [и др.] // Письма в ЖЭТФ. – 1984. – Т. 39. – Вып. 2. – С. 45-47. - Имре, А. И. Обнаружение триэлектронной рекомбинации иона In+ / А. И. Имре // Письма в ЖЭТФ. – 2011. – Т. 94. – Вып. 6. – С. 456-459. - Имре, А. Й. Резонансные явления при неупругих взаимодействиях медленных электронов с ионами щелочных металлов / А. Й. Имре [и р.] // ЖЭТФ. – 1986. – Т. 90. – Вып. 6. – С. 1972-1981. - Имре, А. Й. Резонансы при возбуждении интеркомбинационного 61S0 – 63P1 перехода иона таллия в электрон-ионных столкновениях / А. Й. Имре [и др.] // Письма в ЖЭТФ. – 1986. – Т. 43. – Вып. 10. – С. 463-465. - Имре, А. Й. Структура в сечениях возбуждения ионов щелочноземельных элементов моноэнергетическими электронами А. Й. Имре [и др.] // ЖЭТФ. – 1991. – Т. 100. – Вып. 1 (7). – С. 113-124. - Imre, A. I. Emission cross-sections of the In2+ ion VUV laser transitions at electron-In+-ion collisions / A. I. Imre [and others] // J. Phys. B: Atom. Mol. Opt. Phys. – 2010. – V. 43. – P. 175206 (8pp). - Imre, A. Peculiarities of the electron-impact excitation of single-charged indium ion / A. Imre [and others] // Nuclear Instruments and Methods in Physics Research Section B: Beam Interactions with Materials and Atoms. – 2005. – V. 233. – Issues 1-4. – P. 250-254. - Imre, A. Peculiarities of the photon emisions from the 5p2 3Pj states of electron-impact-exited indium ion / A. Imre [and others] // Radiation Physics and Chemistry. – 2007. – V. 76. – P. 561-564. - Imre, A. Progress in electron-ion collisions studies / Arpad Imre, Anna Gomonai // Radiation Physics and Chemistry. – 2007. – V. 76. – P. 533-536. - Шманько, І. Імре Арпад Йосипович : д-р фізико-мат. наук, старш. наук. співроб., лауреат Держ. премії України в галузі науки і техніки (1995) / Ілля Іванович Шманько // Шманько, І. І. Фізики Закарпаття / Ілля Іванович Шманько. – Ужгород : Мист. Лінія, 2000. – С. 34-35. : портр. |